# Francesco Ansaldo Teloni
Francesco Ansaldo Teloni (Treia, 8 ottobre 1760 – Macerata, 31 gennaio 1846) è stato un vescovo cattolico italiano.

## Biografia
Nato a Treia l'8 ottobre 1760 fu precettore di Giovanni Maria Mastai Ferretti, futuro Papa Pio IX, canonico della cattedrale di Senigallia, vicario generale della diocesi di Senigallia, vescovo delle diocesi di Macerata e Tolentino dal 1824 al 1846.
Membro della Accademia dei Catenati di Macerata dal 1788.
Usò forse lo pseudonimo di "Cebiste Messenio".
Nel 1836, probabilmente anche su richiesta del nipote mons. Giovanni Maria Teloni, promosse l'insediamento a Macerata di una casa della Pia Opera di Santa Dorotea.
Morì a Macerata il 31 gennaio 1846.

## Principali pubblicazioni
- Orazione funebre di Sua Santità Pio Papa VII, Roma e Fuligno, Tipografia Tomassini, 1823
- Saggio di epistole eroiche di M.T, Roma, 1824
- Orazione Funebre di Sua Santità Leone Papa XII (recitata li 16 marzo 1829 nella chiesa di San Paolo), Macerata - Cotesio, 1829
- Dioecesana synodus ab illustrissimo et reverendissimo domino Francisco Ansaldo Teloni episcopo Maceratae et Tolentini habita in cathedrali Maceratee diebus 8., 9., 10. Augusti et in cathedrali Tolentini diebus 22., 23., 24 ejusdem mensis anno Domini 1830, Maceratae, 1832
- Omelia recitata in Macerata da monsignor Francesco Ansaldo Teloni vescovo di Macerata, e Tolentino nella solennita del S. Natale in occasione del giubileo pubblicato dalla santita di nostro signore Gregorio XVI felicemente regnante, Macerata, Presso Ben. e Ant. Cortesi, 1832
- Orazione sulle sante anime purganti recitata nella chiesa del suffragio in Treja ricorrendo l'ottavario pe' fedeli defunti da sua eccellenza reverendissima monsignore Francesc'Ansaldo Teloni vescovo di Macerata e Tolentino , Macerata, Presso Ben. e Ant. Cortesi, 1833
- Orazione in lode di S. Filomena vergine e martire, Macerata Imola, 1835
- Sainte Filomène, sa vie et ses miracles... par Mgr Fs Teloni, Sauvignet, 1835
- Omelia di sua eccellenza reverendissima monsignor Francesco Ansaldo Teloni vescovo di Macerata e Tolentino recitata nella chiesa delli signori della Marche di Macerata nel giorno 19 luglio annuale ricorrenza della festivita e centenaria dalla canonizzazione del loro fondatore S. Vincenzo de' Paoli, Macerata, Antonio Cortesi, 1837
- Al ven. clero e diletto suo popolo maceratese : Figli dilettissimi ..., Macerata, 1844
- Dignitatibus, et canonicis utriusque cathedralis ecclesiae, collegiis canonicorum, parochis, utrique clero, virginibus sacris ..., Romae
- Alle gentil donne, e cittadine maceratesi: Il vostro sesso, figlie dilettissime ..., Macerata?, 18..

## Genealogia episcopale
La genealogia episcopale è:
- Cardinale Scipione Rebiba
- Cardinale Giulio Antonio Santori
- Cardinale Girolamo Bernerio, O.P.
- Arcivescovo Galeazzo Sanvitale
- Cardinale Ludovico Ludovisi
- Cardinale Luigi Caetani
- Cardinale Ulderico Carpegna
- Cardinale Paluzzo Paluzzi Altieri degli Albertoni
- Papa Benedetto XIII
- Papa Benedetto XIV
- Cardinale Enrico Enriquez
- Arcivescovo Manuel Quintano Bonifaz
- Cardinale Buenaventura Córdoba Espinosa de la Cerda
- Cardinale Giuseppe Maria Doria Pamphilj
- Papa Pio VIII
- Vescovo Francesco Ansaldo Teloni